# Бабушкина, Олеся Сергеевна
Олеся Сергеевна Бабушкина (бел. Алеся Сяргееўна Бабушкіна, родилась 30 января 1989 в Гомеле) — белорусская гимнастка, специализирующаяся в групповых упражнениях (художественная гимнастика), бронзовый призёр Олимпийских игр 2008 года в групповом многоборье. Заслуженный мастер спорта Республики Беларусь.